# Stasimopus umtaticus
Stasimopus umtaticus är en spindelart som beskrevs av William Frederick Purcell 1903. Stasimopus umtaticus ingår i släktet Stasimopus och familjen Ctenizidae. Utöver nominatformen finns också underarten S. u. rangeri.